# Bambusa lako
Bambusa lako är en gräsart som beskrevs av Elizabeth A. Widjaja. Bambusa lako ingår i släktet Bambusa och familjen gräs. Inga underarter finns listade i Catalogue of Life.

## Bildgalleri

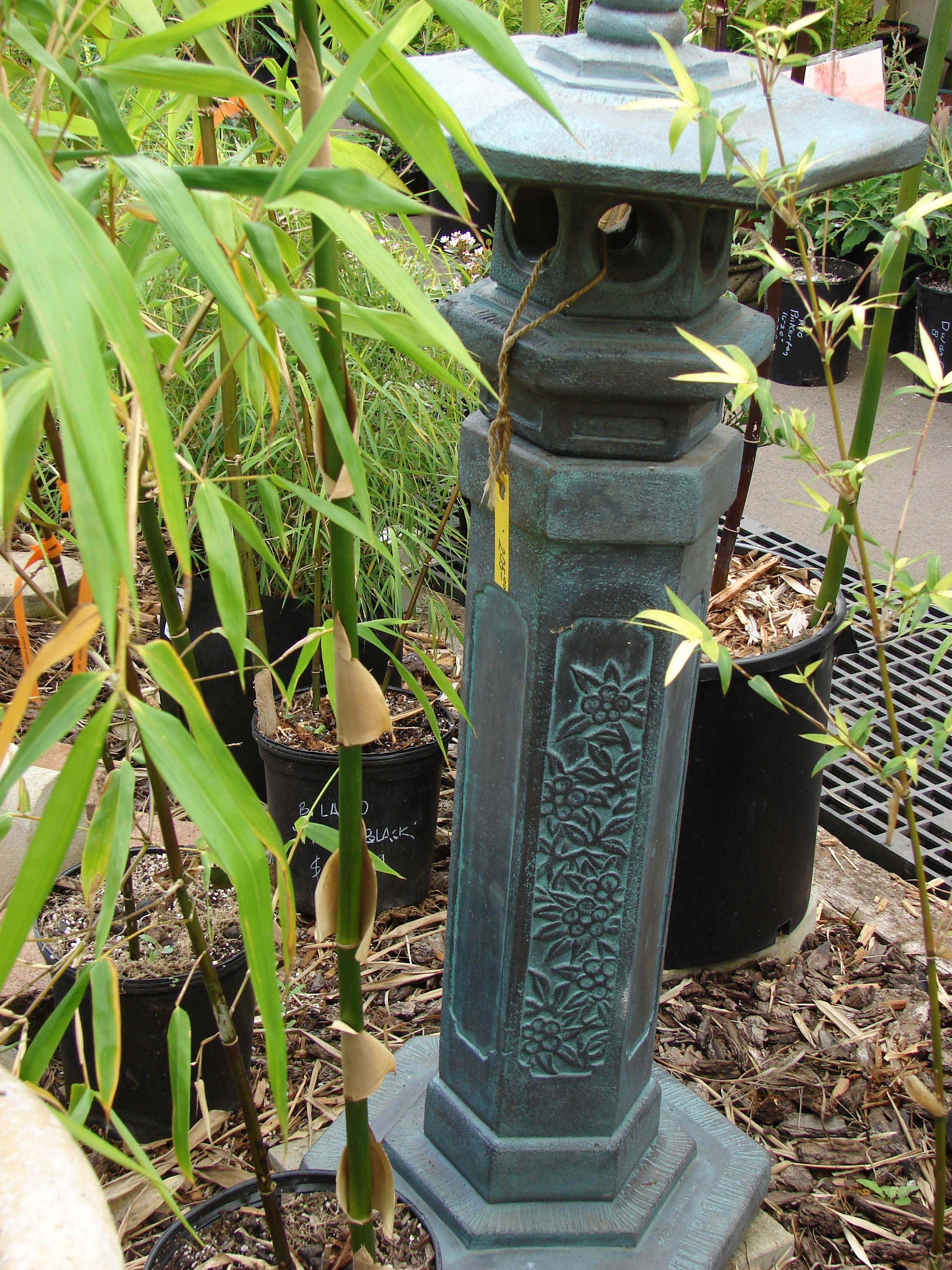
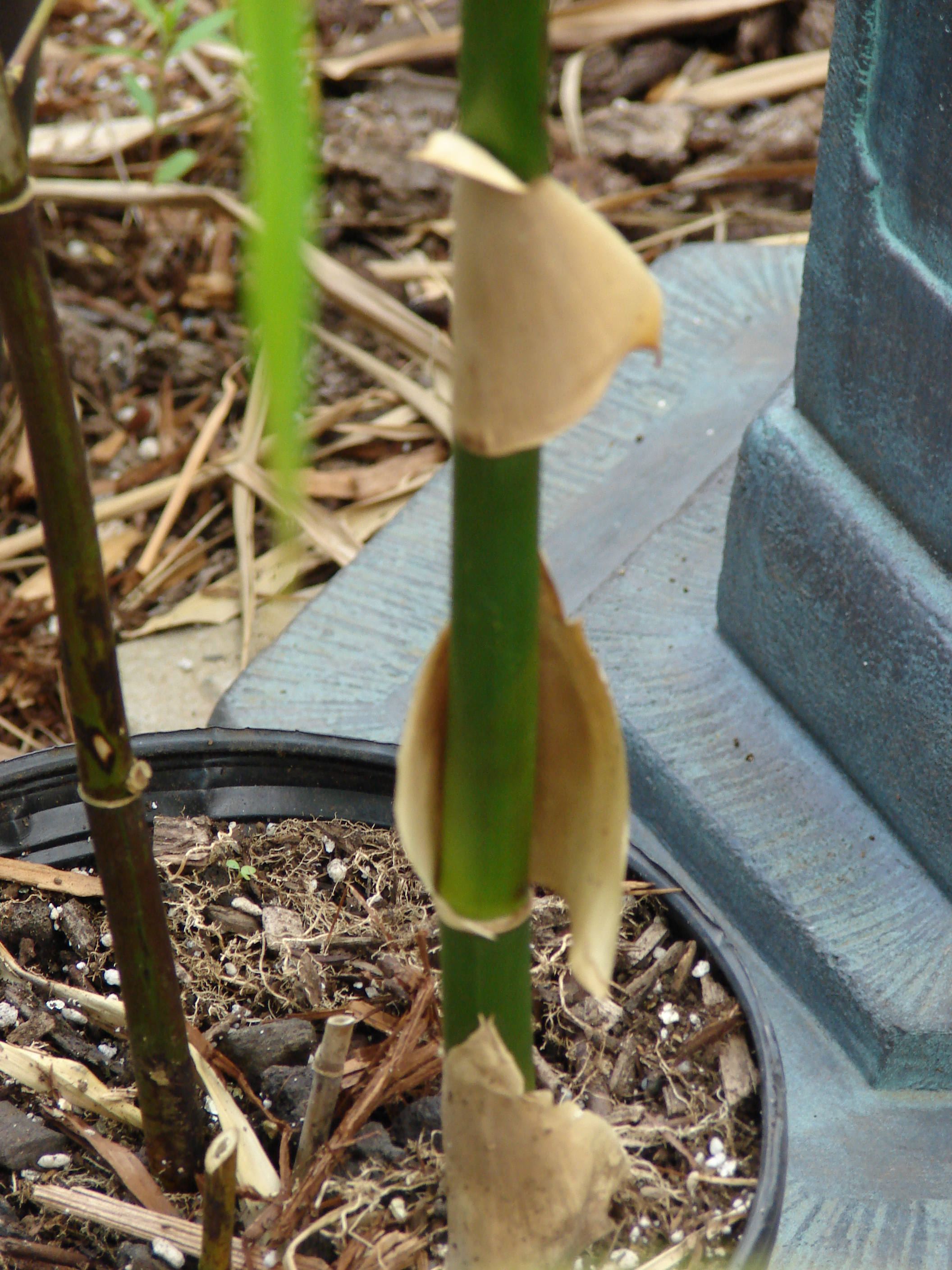
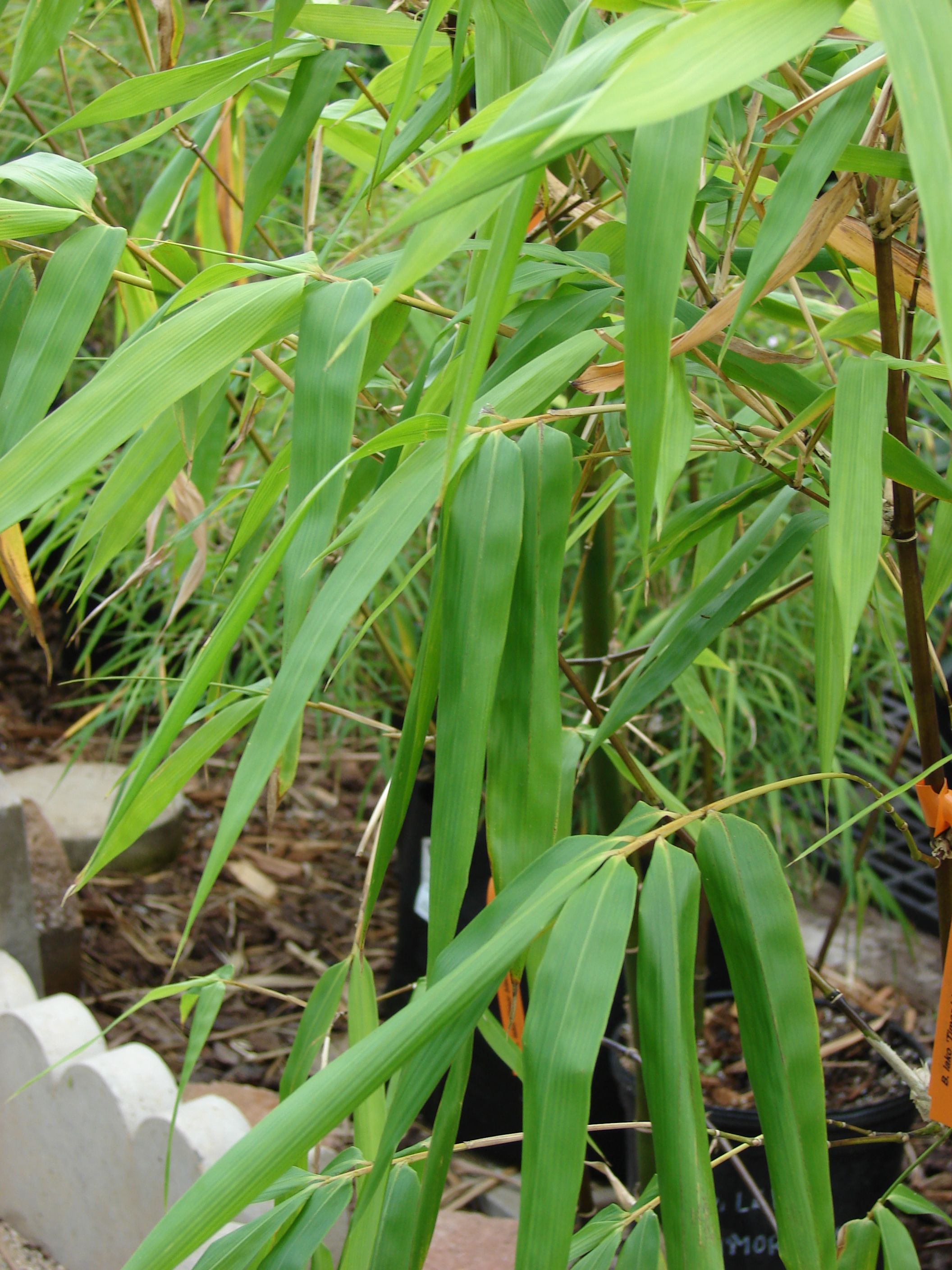